# 通海都督府
通海都督府（つうかいととくふ）は、南詔が設置した都督府。
行政の中心は、通海（現在の雲南省通海県付近）。大理国時代に、秀山群に移される。元モンケ時代に、通海千戸所を設置。元は、至元13年（1276年）通海から臨安路に移す。